# NGC 5673
NGC 5673 est une galaxie spirale barrée vue par la tranche et située dans la constellation du Bouvier. Sa vitesse par rapport au fond diffus cosmologique est de 2 198 ± 9 km/s, ce qui correspond à une distance de Hubble de 32,4 ± 2,3 Mpc (∼106 millions d'al). NGC 5673 a été découverte par l'astronome germano-britannique William Herschel en 1787.
La classe de luminosité de NGC 5673 est III et elle présente une large raie HI.
À ce jour, 14 mesures non basées sur le décalage vers le rouge (redshift) donnent une distance de 36,557 ± 6,050 Mpc (∼119 millions d'al), ce qui est à l'intérieur des valeurs de la distance de Hubble. Notons cependant que c'est avec la valeur moyenne des mesures indépendantes, lorsqu'elles existent, que la base de données NASA/IPAC calcule le diamètre d'une galaxie et qu'en conséquence le diamètre de NGC 5673 pourrait être d'environ 25,5 kpc (∼83 200 al) si on utilisait la distance de Hubble pour le calculer.

## Supernova
La supernova SN 1996cc a été découverte dans NGC 5673 le 19 décembre 1996 par Shunji Sasaki à Ibaraki au Japon. Cette supernova était de type II. 

## Groupe d'IC 1029
Selon A. M. Garcia, NGC 5673 fait partie du groupe d'IC 1029. Ce groupe de galaxies compte au moins 11 membres. Les autres galaxies du groupe sont NGC 5602, NGC 5660, NGC 5676, NGC 5682, NGC 5689, NGC 5693, NGC 5707, IC 1029 et UGC 9426. La onzième galaxie mentionnée par Garcia est NGC 5624, mais son appartenance à ce groupe est incertaine.
Abraham Mahtessian mentionne aussi ce groupe, mais sa liste ne comprend que six galaxies : NGC 5660, NGC 5673, NGC 5676, NGC 5689, NGC 5693 et IC 1029.